# 现成物

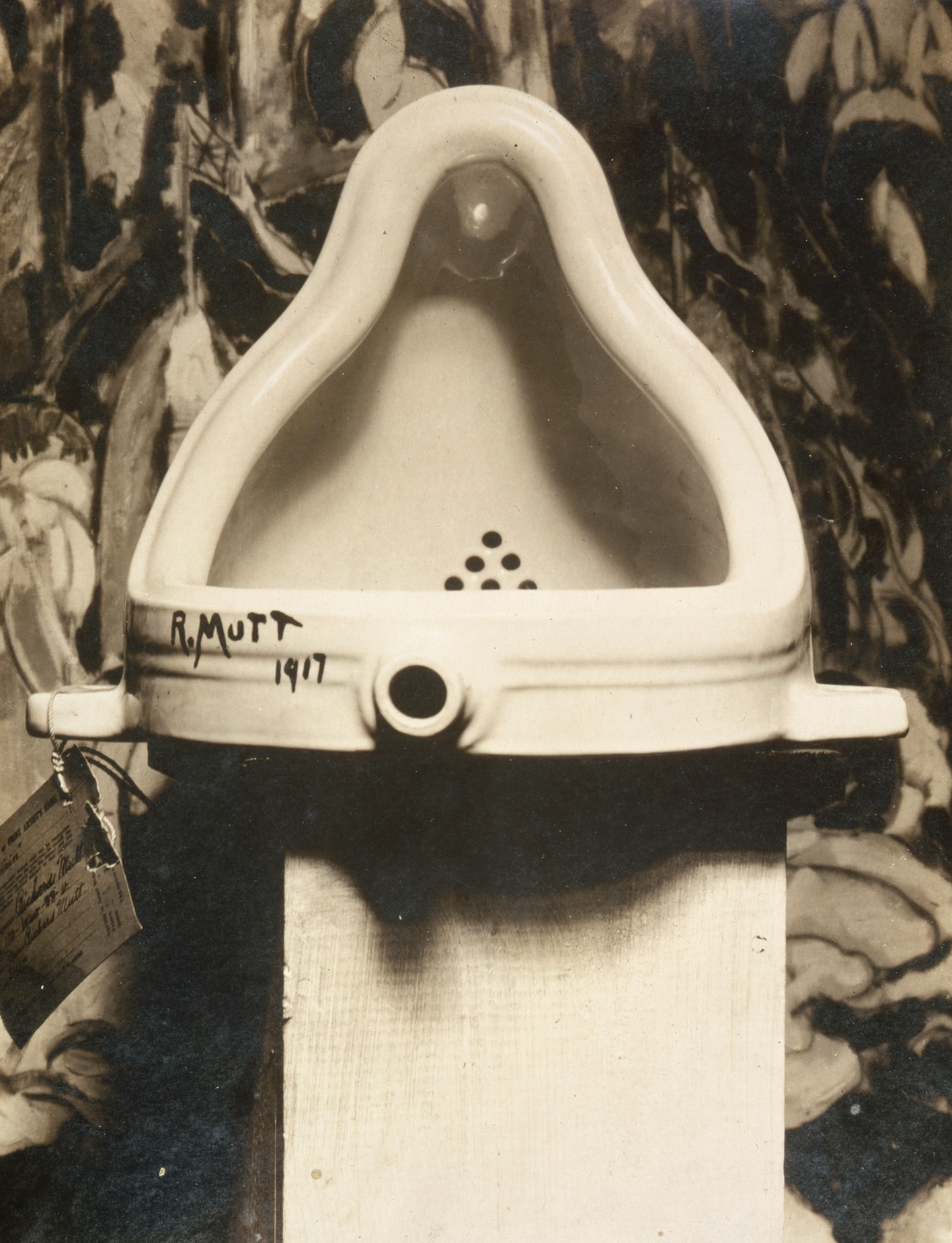
马塞尔·杜尚的作品《喷泉》（1917年），由阿尔弗雷德·斯蒂格利茨拍摄。

现成物（英語：found object，源自法语的仿译）又称为现成艺术（found art），是由日常物品创造的艺术品，有时会加以改装，所用的这些物品通常不被认为是艺术创作的材料，并且一般具有非艺术功能。巴勃罗·毕加索最早公开使用了这一概念，当时他将打印出的藤椅图像粘到他的画作《有藤椅的静物》（Still Life with Chair Caning，1912年）上。几年后马塞尔·杜尚制作的一系列现成品（ready-made）被认为达到了这一概念的极致，他挑选了一些日常物品并且在完全不经修饰的情况下指定这些物品为艺术品。最著名的例子是他1917年的作品《喷泉》。这是他从商店购买的一个标准小便斗，他直接将其放在一个基座上展示。从严格意义上说，“ready-made”一词仅适用于杜尚的作品。他在纽约期间从服装行业借用了这个词（法語： prêt-à-porter，意为“成衣”) ，“ready-made”尤指其1913年至1921年间的作品。
现成物从艺术家赋予它们的地位以及物品本身附带的社会历史中获得它们作为艺术品的身份。后者可以通过物品的磨损来展现（如柯特·希维特斯的拼贴画），也可以通过其能够被识别为消费品标志的特性来展现（如海姆·施泰恩巴赫的雕塑）。现成物所处的环境也是需要考量的关键因素。以这种方式抬高普通物品地位的想法起初是对当时公认的艺术与非艺术之间区别的一个大胆挑战。虽然这一行为现在可以被艺术界所接受，但它仍旧继续引起质疑。比如泰特美术馆在特纳奖展览中展出的特蕾西·艾敏作品《我的床》（My Bed）就极具争议。这一作品就是她自己睡过的一张凌乱的床以及周围散落的衣服和杂物，直接从她的卧室搬到泰特美术馆展览。从这个意义上说，艺术家给了观众时间和舞台来思考这个物体。因此，现成物可以促使观察者进行哲学反思，包括厌恶、冷漠、怀旧到同理心等。
作为一种艺术形式，现成物往往包含了艺术家的想法，至少包括了艺术家将物品指定为艺术这一行为本身，而且艺术家总会通过一个作品标题来进一步表达其想法。现成物通常会经过一定程度的修改，尽管有时无法被识别，就像杜尚的现成品一样。最近的批判理论则认为，指定任何物品为艺术以及将其移动到他处展示的行为（包括杜尚的现成品）都构成了对物品的修改，因为它改变了人类对它用法、寿命或状态的看法。